# Composé polycyclique
En chimie organique, un composé polycyclique est un composé cyclique constitué par plus d'un cycle. Du fait des propriétés de caténation de l'atome de carbone, les structures cycliques de ces composés sont majoritairement carbonées. Le spiropentane, un composé spiro, est l'un des plus simples représentants.

## Exemples

Formule topologique du naphtalène, un HAP à deux cycles (fusionnés).
Le norbornène est un monomère polycyclique.
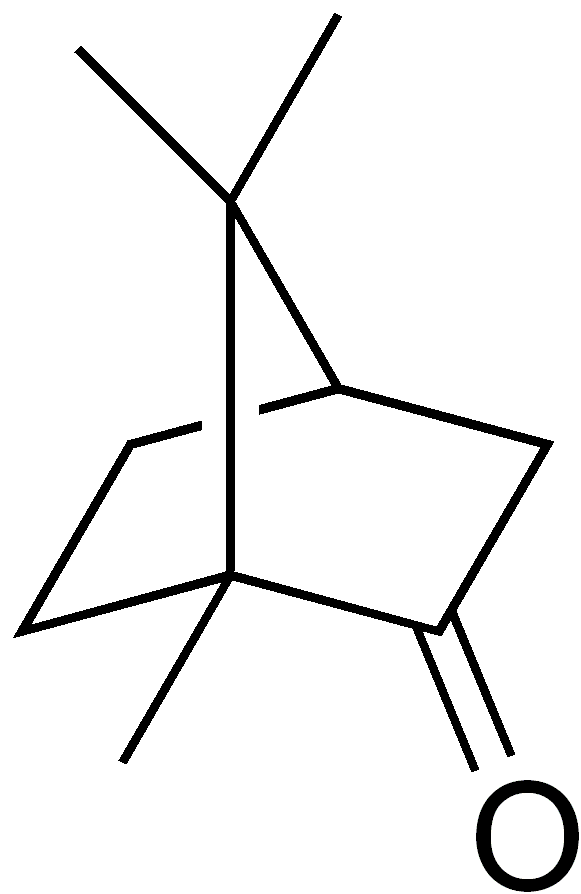
Le camphre, un composé bicyclique ponté.
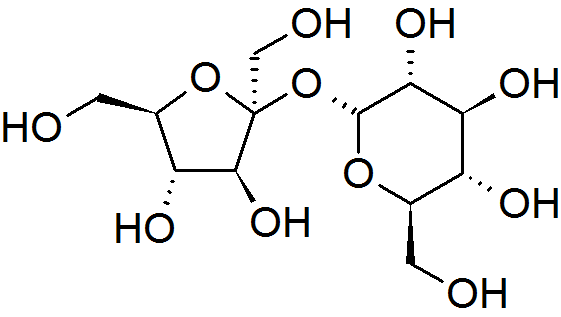
Le saccharose (diholoside), un hétéropolycycle.
Vitamine B9 (acide folique).
La porphine, un macrocycle aromatique.